# STS–89
Az STS–89 jelű küldetés az amerikai űrrepülőgép-program 89., a Endeavour űrrepülőgép 12. repülése.

## Küldetés
A 8 napos repülés célja dokkolás a Mir űrállomáshoz.

## Jellemzői
A Shuttle–Mir program keretében a 8. dokkoló küldetés volt. Az előző küldetések az STS–71, az STS–74, az STS–76, az STS–79, az STS–81, az STS–84 és az STS–86 voltak.

## Első nap
1997. május 22-én küldetés vezetők bejelentették, hogy Discovery űrrepülőgép helyett az Endeavour űrrepülőgép fog repülni. Eredetileg 1998. január 15-ére indulást a Mir karbantartó-javító munkálatai miatt január 23-ra időzítették. Január 23-án a szilárd hajtóanyagú gyorsítórakéták, Solid Rocket Booster(SRB) segítségével Floridából, a Cape Canaveral (KSC) Kennedy Űrközpontból, a LC39–A (LC–Launch Complex) jelű indítóállványról emelkedett a magasba. Az orbitális pályája 92 perces, 51,6 fokos hajlásszögű, elliptikus pálya perigeuma 359 kilométer, az apogeuma 382 kilométer volt. Felszálló tömeg indításkor 122 243 kilogramm, leszálló tömeg 114 131 kilogramm. Szállított hasznos teher 7748 kilogramm
A Shuttle–Mir program keretében a 8. küldetés, az 5. amerikai legénységcsere a Mir űrállomáson A logisztikai anyagok (víz, élelmiszer, kutatási anyagok [3175 kilogramm] és eszközök [számítógép, hűtőrendszer, kompresszor]) szállítására került sor. Visszafelé a kutatási anyagok és a felhalmozott szemét került szállításra. A SpaceHab programon kívül a legénység segítséget nyújtott az űrállomás fenntartási, karbantartási munkáihoz. A közös szolgálat 4 nap 20 óra és 43 percig tartott. Az elválás után az Endeavour gázfúvókái segítségével sodródó mozgással távolodott, majd a főmotorok indításával megkezdte a leszállást.

## Hasznos teher
1. SpaceHab mikrogravitációs laboratóriumban a legénység folyamatosan végezte az előírt programot (orvos biológiai, anyagtudományi, növény termesztési, kereskedelmi megrendelésre gyógyszeralapanyag gyártása).
2. Closed Equilibrated Biological Aquatic System (CEBAS) – a Német Űrügynökség (DLR) által kifejlesztett zárt, biológiai rendszer. A vízi szervezetekre ható mikrogravitációs hatásokat vizsgálta (zoológia, botanika, fejlődésbiológia).
3. Microgravity Plant Nutrient Experiment (MPNE) – növényi tápanyagok tesztje.
4. EarthKAM – a NASA tovább folytatta a diák kutatások (KidSat) segítését. Fényképezőgéppel a Föld felszínér fényképezték, majd az iskolákban különböző programok szerint értékelték a látottakat.
5. ASTROCULTURE – növény (búza) termelés mikrogravitációs környezetben. A kísérleti eszközt, tápanyagot és a növényi kultúrát a 80 napos kísérlet érdekében áttelepítették a Mir űrállomásra. A kísérleteket eddig őt alkalommal végezték, de csak rövid ideig tudták a kultúrákat vizsgálni. MIR kísérlet volt az első hosszú távú teszt. Ki kellett alakítani a növényi környezetet: világítás, páratartalom, tápanyag, szén-dioxid és továbbá követelményeket.
6. X-ray Detector Test – az űrrepülőgépet, az űrállomást ért káros sugárzások mérése,
7. Diffusion-Controlled Crystallization Apparatus for Microgravity (DCAM) – protein kristályok növesztése, gyógyszeralapanyag gyártása,
8. Gaseous Nitrogen Dewar - fagyasztott protein mintákat szállítottak, majd mikrogravitációs környezetben teszteltek,
9. Space Acceleration Measurement System (SAMS) – célja, hogy mérje és rögzítse a SpaceHab-ra ható mikrogravitációs gyorsulási tényezőket.
10. Global Positioning System Development (GPS DTO) – teszt célokon rendszerfejlesztési tesztelés,
11. Human Performance (HP) – az űrhajósok teljesítőképességét tesztelték (futópad),

## Nyolcadik nap
1998. január 31-én a Kennedy Űrközponton (KSC), kiinduló bázisán szállt le. Összesen 8 napot, 19 órát, 48 percet töltött a világűrben. 5 800 000 kilométert repült, 138 alkalommal kerülte meg a Földet.

## Személyzet
(zárójelben a repülések száma az STS–89 küldetéssel együtt)
- Terrence Wade Wilcutt (3), parancsnok
- Joe Frank Edwards (1) pilóta
- James Francis Reilly (1), küldetésfelelős
- Michael Phillip Anderson (1), küldetésfelelős
- Bonnie Jeanne Dunbar (5), küldetésfelelős
- Szalizsan Sakirovics Saripov (1), küldetésfelelős - Orosz Szövetségi Űrügynökség (RKA)
- Andy Thomas (2), küldetésfelelős/fedélzeti mérnök (Mir)

### Tartalék személyzet
- James Shelton Voss küldetésfelelős

### Visszatérő személyzet
- Terrence Wade Wilcutt (3), parancsnok
- Joe Frank Edwards (1) pilóta
- James Francis Reilly (1), küldetésfelelős
- Michael Phillip Anderson (1), küldetésfelelős
- Bonnie Jeanne Dunbar (5), küldetésfelelős
- Szalizsan Sakirovics Saripov (1), küldetésfelelős
- David Alexander Wolf (2), fedélzeti mérnök (Mir)/küldetésfelelős